# Другов, Игорь Васильевич
Дру́гов И́горь Васи́льевич (19 июля 1948, Ленинск-Кузнецкий, Кемеровская область, СССР — 14 февраля 2024, Ленинск-Кузнецкий, Кемеровская область, Россия) — самодеятельный композитор, директор и учредитель первой в Кемеровской области частной музыкальной школы г. Ленинска-Кузнецкого, Заслуженный работник культуры РСФСР, член Союза композиторов Кузбасса, член Российского авторского общества, лауреат Всесоюзных фестивалей народного творчества, Ветеран труда. Автор музыки гимна города Ленинска-Кузнецкого.

## Биография
Родился 19 июля 1948 года в Ленинске-Кузнецком Кемеровской области. В 1966 году поступил в Кемеровское музыкальное училище на дирижёрско-хоровое отделение (академический хор). После окончания музыкального училища в разное время работал в педучилище, в общеобразовательных школах, в детской музыкальной школе. С 1984 по 1989 годы обучался на дирижёрско-хоровом отделении в Кемеровском государственном институте культуры.
В 1983 году к 100-летию Кольчугинского рудника Друговым была написана песня «Город горняков». В 1985 году на фирме «Мелодия» выходит пластинка «Город горняков» с песнями Игоря Другова в исполнении Ксении Георгиади, Леонида Серебренникова, детского хора Ансамбля песни и пляски им. В. Локтева в сопровождении инструментального ансамбля под управлением Бориса Фрумкина.
Решением Ленинск-Кузнецкого городского Совета народных депутатов № 40 от 27 мая 2010 года утверждено Положение «О гербе, флаге и гимне города Ленинска-Кузнецкого», согласно которому песня «Город горняков» официально стала гимном города.
В 2022 году был удостоен звания «Почётный гражданин Ленинска-Кузнецкого».
Умер 14 февраля 2024 года в Ленинске-Кузнецком на 76-м году жизни.

## Творчество
Друговым написано более 200 произведений для взрослых и детей: песни, романсы, инструментальные пьесы, детские оперы.

### Детские оперы
- Облака — Слова М. Цветаевой
- Ракоход-Перевёртыш — Слова и музыка И. Другова
- Репка — Слова неизвестно

### Инструментальные пьесы
- Бело-чёрная Токкатина
- Восточная Сказка Шехерезады
- Играем в прятки
- Колокольная Токкатина
- Летний Танец
- Маленькая зеркальная прелюдия № 1
- Маленькая зеркальная прелюдия № 2
- Ностальгия
- Обида
- Ожидание. Прелюдия
- Предчувствие
- Приятное воспоминание
- Русалочка
- Фантастическая Прелюдия
- Шуточный ангемитоновый танец китайских болванчиков

## Награды и признание
- Заслуженный работник культуры РСФСР
- Ветеран труда
- Медаль За служение Кузбассу
- Почётный гражданин г. Ленинска-Кузнецкого
- Медаль за особый вклад в развитие г. Ленинска-Кузнецкого III степени

## Публикации о персоналии
1. Авторский концерт. — Текст : непосредственный // Городская газета. — 2006. — 17 мая (№ 77). — С. 1.
2. Александрова, С. Приглашают музыканты / С. Александрова. — Текст : непосредственный // Ленинский шахтер. — 1993. — 19 мая (№ 93). — С. 4.
3. Батурина, Е. Успехи окрылили : [композитор И. В. Другов на смотре художественной самодеятельности] / Е. Батурина. — Текст : непосредственный // Ленинский шахтер. — 1984. — 26 мая (№ 101). — С. 3. — (За город высокой культуры).
4. Белов, С. На марше — сама история / С. Белов. — Текст : непосредственный // Ленинский шахтер. — 1983. — 30 августа (№ 166). — С. 1.
5. Благов, В. На рубеже юбилея / В. Благов. — Текст : непосредственный // Городская газета. — 1999. — 16 июня (№ 109). — С. 1.
6. Благов, В. Ни дня без песен / В. Благов. — Текст : непосредственный // Городская газета. — 2013. — 19 июля (№ 77). — С. 4.
7. Благов, В. Приобщаться к прекрасному / В. Благов. — Текст : непосредственный // Городская газета. — 2013. — 26 марта (№ 32). — С. 2.
8. Бобров, Н. Играют и поют юные / Н. Бобров. — Текст : непосредственный // Ленинский шахтер. — 1981. — 14 марта (№ 51). — С. 1.
9. Ветров, И. Этапы его счастья / И. Ветров. — Текст : непосредственный // Городская газета. — 2013. — 6 декабря (№ 136). — С. 3.
10. Виноградова, А. Джаз на гармони / А. Виноградова. — Текст : непосредственный // Городская газета. — 1996. — 13 июня (№ 111). — С. 3. — (Новости культуры).
11. Всего себя отдай Отчизне. — Текст : непосредственный // Ленинский шахтер. — 1990. — 6 октября (№ 193). — С. 2.
12. Встреча с песней. — Текст : непосредственный // Городская газета. — 2013. — 23 апреля (№ 44). — С. 1.
13. Галкина, В. Служители муз принимают поздравления / В. Галкина. — Текст : непосредственный // Городская газета. — 2009. — 25 марта (№ 67). — С. 1.
14. Геннадьева, Л. Будет вечер поэзии : [композитор И. В. Другов отмечен за вклад в общее дело при проведении первого вечера отдыха у интеллигенции] / Л. Геннадьева. — Текст : непосредственный // Ленинский шахтер. — 1983. — 5 февраля (№ 26). — С. 1.
15. Гимн Ленинска-Кузнецкого. — Текст : непосредственный // Городская газета. — 2011. — 7 июня (№ 83). — С. 5.
16. Город горняков. — Текст : непосредственный // Городская газета. — 1995. — 9 июня (№ 105). — С. 4.
17. Добрый город наш. — Текст : непосредственный // Городская газета. — 1997. — 16 июля (№ 132). — С. 4.
18. Евграфова, Л. Беседы, выставки, вечера : [о выступлении в предсъездовские дни самодеятельного композитора И. В. Другова] / Л. Евграфова. — Текст : непосредственный // Ленинский шахтер. — 1980. — 5 декабря (№ 232). — С. 1.
19. Забродин, Ю. С чувством благодарности : [о творческой встрече с композитором И. В. Друговым] / Ю. Забродин. — Текст : непосредственный // Ленинский шахтер. — 1986. — 3 июня (№ 106). — С. 3. — (Всесоюзный фестиваль народного творчества).
20. Загорская, Л. Давайте дружить / Л. Загорская. — Текст : непосредственный // Ленинский шахтер. — 1986. — 30 августа (№ 168). — С. 4.
21. Зацепина, Е. В работе пригодятся : [о встрече композитора И. В. Другова с учащимися педагогического училища] / Е. Зацепина. — Текст : непосредственный // Ленинский шахтер. — 1986. — 11 декабря (№ 237). — С. 4.
22. Зорина, В. Навстречу юбилею города / В. Зорина. — Текст : непосредственный // Ленинский шахтер. — 1985. — 9 августа (№ 153). — С. 1.
23. Иванов, В. Ссуду — частной школе / В. Иванов. — Текст : непосредственный // Ленинский шахтер. — 1993. — 16 июня (№ 112). — С. 2.
24. Иванова, Г. Мелодии нашей памяти / Г. Иванова. — Текст : непосредственный // Городская газета. — 1995. — 15 декабря (№ 239). — С. 1.
25. Иванова, Г. Облик времени / Г. Иванова. — Текст : непосредственный // Городская газета. — 2009. — 10 июня (№ 132). — С. 28.
26. Игорь Другов приглашает друзей. — Текст : непосредственный // Городская газета. — 2007. — 12 мая (№ 93-94). — С. 8.
27. Изгарышева, В. Все прекрасное от музыки / В. Изгарышева. — Текст : непосредственный // Городская газета. — 1997. — 10 июня (№ 107). — С. 3-4.
28. Итоги конкурса. — Текст : непосредственный // Ленинский шахтер. — 1967. — 31 октября (№ 215). — С. 2.
29. Катин, И. От Моцарта до Чичкова / И. Катин. — Текст : непосредственный // Городская газета. — 1996. — 16 мая (№ 92). — С. 2.
30. Кедров, И. В колледже музыка звучала / И. Кедров. — Текст : непосредственный // Городская газета. — 1994. — 16 декабря (№ 238). — С. 1.
31. Концерт для земляков. — Текст : непосредственный // Городская газета. — 2007. — 22 мая (№ 100). — С. 1.
32. Крахматов, А. Спасибо за концерт : [о вокально-инструментальном ансамбле «Мелос» и его руководителе И. В. Другове] / А. Крахматов. — Текст : непосредственный // Ленинский шахтер. — 1973. — 27 сентября (№ 193). — С. 2.
33. Криони, В. Ах, карнавал, ах, карнавал! / В. Криони. — Текст : непосредственный // Ленинский шахтер. — 1985. — 28 августа (№ 166). — С. 4.
34. Криони, В. Мир открыт молодым : [о встрече зрителей клуба «Горномонтажник» с композитором И. В. Друговым] / В. Криони. — Текст : непосредственный // Ленинский шахтер. — 1986. — 11 сентября (№ 175). — С. 2.
35. Ленинска-Кузнецкого именем гордясь : [интервью с заслуженным работником культуры РФ И. В. Друговым] /И. В. Другов; записала Е. Маленкова. — Текст : непосредственный // Городская газета. — 2010. — 11 июня (№ 118—121). — С. 3.
36. Ленская, С. «Возьмемся за руки, друзья!» : [композитор И. В. Другов на встрече клуба творческой интеллигенции города] / С. Ленская. — Текст : непосредственный // Ленинский шахтер. — 1991. — 5 января (№ 4). — С. 3.
37. Лукьянова, С. Песня дарит радость : [о встрече на агитплощадке завода «Кузбассэлемент» с композитором И. В. Друговым] / С. Лукьянова. — Текст : непосредственный // Ленинский шахтер. — 1986. — 24 июня (№ 121). — С. 3. — (На агитплощадках города).
38. Мартова, О. Потому что мир без песен тесен! / О. Мартова. — Текст : непосредственный // Городская газета. — 1998. — 8 мая (№ 86-87). — С. 7.
39. Мартова, О. С любовью к городу / О. Мартова. — Текст : непосредственный // Городская газета. — 1998. — 16 июня (№ 111). — С. 2.
40. Мартова, О. Славим шахтеров племя! / О. Мартова. — Текст : непосредственный // Городская газета. — 2006. — 20 сентября (№ 161). — С. 3.
41. Марш шахтеров : [песня композитора И. В. Другова]. — Текст : непосредственный // Ленинский шахтер. — 1988. — 20 августа (№ 161). — С. 3.
42. Музыкальное «рандеву». — Текст : непосредственный // Ленинский шахтер. — 1991. — 6 июня (№ 107). — С. 2.
43. Мы — шахтерская смена! : [песня композитора И. В. Другова]. — Текст : непосредственный // Ленинский шахтер. — 1988. — 13 августа (№ 156). — С. 3.
44. Николаева, А. На «бис», по крики «браво!» / А. Николаева. — Текст : непосредственный // Городская газета. — 1998. — 12 декабря (№ 236—237). — С. 1.
45. Ночи спокойной, мой город родной: вечерняя песня о Ленинске-Кузнецком. — Текст : непосредственный // Городская газета. — 2000. — 1 июня (№ 121). — С. 4.
46. [О пластинке композитора И. В. Другова]. — Текст : непосредственный // Ленинский шахтер. — 1985. — 7 сентября (№ 173). — С. 1.
47. [Объявление о частной музыкальной школе композитора И. В. Другова]. — Текст : непосредственный // Ленинский шахтер. — 1993. — 10 апреля (№ 69). — С. 2.
48. Одинцова, Л. В подарок юбиляру : [о записи в Москве песен самодеятельного композитора И. В. Другова] / Л. Одинцова. — Текст : непосредственный // Ленинский шахтер. — 1985. — 20 июля (№ 140). — С. 1.
49. Одинцова, Л. Праздникам души — быть / Л. Одинцова. — Текст : непосредственный // Ленинский шахтер. — 1983. — 29 января (№ 21). — С. 3.
50. Одинцова, Л. Семьей крепка держава / Л. Одинцова. — Текст : непосредственный // Ленинский шахтер. — 1986. — 11 июня (№ 111). — С. 1, 4.
51. Павлова, М. Для души поют, а не для славы / М. Павлова. — Текст : непосредственный // Городская газета. — 1998. — 29 августа (№ 163—164). — С. 7.
52. Панкрушина, И. А. Символика города / И. А. Панкрушина. — Текст : непосредственный // Городская газета. — 2010. — 8 июня (№ 116). — С. 3.
53. Первушин, В. Не в обиду автору : [о пластинке с песнями композитора И. В. Другова] / В. Первушин. — Текст : непосредственный // Ленинский шахтер. — 1985. — 20 сентября (№ 182). — С. 3.
54. Пермяков, М. «Джин» дал знания и друзей : [о песнях композитора И. В. Другова в школе пионерско-комсомольского актива «Джин»] / М. Пермяков. — Текст : непосредственный // Ленинский шахтер. — 1986. — № 132. — 9 июля (№ 132). — С. 2.
55. Рябова, И. Юбилею рудника посвящается / И. Рябова. — Текст : непосредственный // Ленинский шахтер. — 1983. — 27 августа (№ 165). — С. 4.
56. Светлов, Б. Имя его — «Мелос» : [о композиторе И. В. Другове и эстрадном оркестре «Мелос»] / Б. Светлов. — Текст : непосредственный // Ленинский шахтер. — 1973. — 2 июня (№ 111). — С. 2.
57. Сербин, Д. По новой программе : [о частной музыкальной школе композитора И. В. Другова] / Д. Сербин. — Текст : непосредственный // Городская газета. — 1996. — 9 июня (№ 110). — С. 3.
58. Сергиенко, В. Будут новые детские песни / В. Сергиенко. — Текст : непосредственный // Городская газета. — 1994. — 19 августа (№ 157). — С. 3.
59. Сергиенко, В. Лучшие песни впереди : [о присвоении композитору И. В. Другову звания «Заслуженный работник культуры»] / В. Сергиенко. — Текст : непосредственный // Ленинский шахтер. — 1991. — 3 октября (№ 191). — С. 3.
60. Сергиенко, В. «Научу всему, что умею сам» / В. Сергиенко. — Текст : непосредственный // Ленинский шахтер. — 1993. — 31 марта (№ 61). — С. 3. — (Новости культуры).
61. Сергиенко, В. Пусть музыка звучит / В. Сегриенко. — Текст : непосредственный // Городская газета. — 1995. — 6 июня (№ 105). — С. 4. — (Наше интервью).
62. Сергиенко, В. Святая к музыке любовь / В. Сергиенко. — Текст : непосредственный // Городская газета. — 1996. — 5 июня (№ 106). — С. 3.
63. Сергиенко, В. Школьники будут петь о Кузбассе : [о произведениях композитора И. В. Другова, вошедших в методическое пособие «Музыкальная культура Кузбасса»] / В. Сергиенко. — Текст : непосредственный // Ленинский шахтер. — 1993. — 23 сентября (№ 183). — С. 2.
64. Силичева, В. Остаемся в гуще бытия / В. Силичева. — Текст : непосредственный // Городская газета. — 1998. — 25 марта (№ 56). — С. 2.
65. Славим край родной : [о выходе грампластинки с песнями композитора И. В. Другова]. — Текст : непосредственный // Ленинский шахтер. — 1985. — 30 ноября (№ 250). — С. 4.
66. Страхова, Т. С концертами по КАКЭКу / Т. Страхова. — Текст : непосредственный // Ленинский шахтер. — 1985. — 19 октября (№ 203). — С. 1.
67. Страхова, Т. Теперь альманаху быть! / Т. Страхова. — Текст : непосредственный // Городская газета. — 1997. — 1 ноября (№ 208). — С. 1.
68. Сытина, Т. С песней по жизни / Т. Сытина. — Текст : непосредственный // Городская газета. — 2007. — 25 апреля (№ 80-81). — С. 2.
69. Терехина, М. С музыкой по жизни / М. Терехина. — Текст : непосредственный // Городская газета. — 2008. — 4 июня (№ 130). — С. 2.
70. Турчанинова, Т. Международный день музыки / Т. И. Турчанинова. — Текст : непосредственный // Городская газета. — 1998. — 3 октября (№ 188—189). — С. 3.
71. У песни о городе — юбилей : интервью с заслуженным работником культуры РФ И. В. Друговым / И. В. Другов; записала Н. Васильева. — Текст : непосредственный // Городская газета. — 2003. — 2 июля (№ 108). — С. 1.
72. Указ президиума Верховного Совета РСФСР : [о присвоении композитору И. В. Другову звания «Заслуженный работник культуры РСФСР»]. — Текст : непосредственный // Ленинский шахтер. — 1991. — 27 апреля (№ 82). — С. 1.
73. Учиться музыке : [объявление о частной музыкальной школе композитора И. В. Другова]. — Текст : непосредственный // Городская газета. — 1996. — 25 мая (№ 99). — С. 1.
74. Формула Победы : [стихи и ноты]. — Текст : непосредственный // Городская газета. — 2005. — 9 апреля (№ 55). — С. 3.
75. [Частная музыкальная школа композитора И. В. Другова]. — Текст : непосредственный // Ленинский шахтер. — 1993. — 10 апреля (№ 69). — С. 2.
76. Чикуров, И. «Кировка» и кировцы / И. Чикуров. — Текст : непосредственный // Городская газета. — 1995. — 24 августа (№ 160). — С. 4.
77. Чухно, Т. Города история живая / Т. Чухно. — Текст : непосредственный // Городская газета. — 1994. — 29 сентября (№ 186). — С. 2.
78. Шакурина, А. Час поэзии : [о выступлении в День шахтера самодеятельного композитора И. В. Другова] / А. Шакурина. — Текст : непосредственный // Ленинский шахтер. — 1981. — 2 сентября (№ 169). — С. 2.